# Parc national Wapusk
Le parc national Wapusk (en anglais : Wapusk National Park) est un parc national canadien créé en 1996 dans la province du Manitoba. Il s'étend sur plus de 11 000 km2 des basses-terres de la baie d'Hudson, une vaste plaine qui repose en permanence sur le pergélisol et est recouverte de la plus grande tourbière d'Amérique du Nord.
Wapusk désigne l'«ours blanc»  en langue amérindienne Crie. Comme son nom l'indique, le parc est en effet un lieu privilégié de vie et de reproduction des ours blancs.
Le parc est isolé, loin des villes et des zones habitées. Il se visite surtout en avion ou en hélicoptère. Si le parc est surtout connu pour ses ours polaires, l'on peut aussi y observer des renards et de nombreuses espèces d'oiseaux dont l'oie des neiges.

## Histoire
Selon des découvertes archéologiques, les Inuits, les Dénés et les Cris vivent dans la région du parc depuis plus de 3 000 années. Les européens -en particulier des négociants attirés par les fourrures et les peaux- d'animaux y sont arrivés au XVIIe siècle, et se sont métissés avec les populations indigènes. C'est aussi à cette époque que les peuples autochtones se sont établis en permanence près du fort Prince-de-Galles et de York Factory. Aujourd'hui, ces deux installations, situées au nord et au sud du parc, sont des lieux historiques nationaux.

## Peuplement animal et végétal
Le parc national Wapusk est un lieu de prédilection pour le développement de nombreuses espèces. Le parc est réputé pour ses paysages de plages, d'étangs, de tourbières et d'arbustes multicentenaires qui abritent entre autres de nombreux oiseaux, des loups, des caribous, et des ours blancs  
Lorsque l'hiver approche, et que la formation de glace leur permet le passage, le groupe des ours blancs, qui compte aujourd'hui près d'un millier d'individus, migre à travers le Cap Churchill vers la baie d'Hudson pour rejoindre leur territoire de chasse.
Plus de 250 espèces d'oiseaux nichent dans le parc Wapusk, sur la terre et sur l'eau. On y trouve la chouette de Laponie, le bécasseau à échasses, l'oie des neiges, le Québec huart artique (ou plongeon artique), la sterne caspienne, le faucon pélerin et bien d'autres.